# Mamcserov Frigyes
Mamcserov Frigyes (Budapest, 1923. március 9. – Budapest, 1997. november 7.) magyar filmrendező és forgatókönyvíró.

## Életpályája
1949–1953 között a Színház- és Filmművészeti Főiskola hallgatója volt, ahol Háy Gyula és Keleti Márton tanította. 1953–1956 között a Hunnia Filmgyár dramaturg-gyakornoka volt. 1954–1962 között – megszakításokkal – Ranódy László asszisztense volt. 1956–1958 között a brüsszeli Munkás Filmintézet, valamint Londonban a Filmpartner Ship számára készített filmeket. 1958-ban hazatért. 1962-től a Magyar Televízió rendezője is volt.

## Filmjei

### Rendezőként
- Tanár úr kérem… (1956)
- Melyiket a kilenc közül? (rendezőasszisztens) (1957)
- Akiket a pacsirta elkísér (1959)
- Mici néni két élete (1962)
- Az utolsó budai basa (1963)
- Bálvány (1963)
- Az orvos halála (1966) (forgatókönyvíró is)
- Alfa Rómeó és Júlia (1969)
- Csak egy telefon (1970)
- Vidám elefántkór (1971)
- Sötétkamra (1973) (forgatókönyvíró is)
- Néhány első szerelem története (1974)
- Vállald önmagadat (1974)
- A svédcsavar (1975)
- Illetlenek (1977) (forgatókönyvíró is)
- Gabi (1977)
- A fantasztikum betör a detektívregénybe, avagy Daibret felügyelő utolsó nyomozása (1977) (forgatókönyvíró is)
- Január (1978)
- Ki vágta fejbe Hudák elvtársat? (1980) (forgatókönyvíró is)
- Karcsi kalandjai (1980)
- S. kapitány (1984) (forgatókönyvíró is)
- Csicsóka és a Moszkitók (1988)

### Forgatókönyvíróként
- Teljes gőzzel (1951)

### Egyéb filmjei
- Szakadék (1956)
- A harminckilences dandár (1959)